# Dubna (Moskevská oblast)
Dubna (rusky Дубна) je město v Moskevské oblasti v Rusku. Založeno bylo v 1. polovině 20. století, status města získalo v roce 1956. Žije zde okolo 70 tisíc obyvatel.
Nalézá se zde Spojený ústav jaderných výzkumů v Dubně, jedna z největších vědeckých institucí v Rusku, a sídlo zde má i společnost MKB Raduga, specializovaná na vývoj raketových systémů, díky čemuž se městu někdy přezdívá „ruské Silicon Valley“.

## Zeměpisná poloha
Dubna se nachází na Volze po proudu za Volžskou přehradou, asi 125 km severně od Moskvy.
Dubna je nejsevernějším městem Moskevské oblasti.

## Historie
Dubna byla od začátku projektována jako tzv. naukograd.
V roce 1946 vláda SSSR rozhodla postavit urychlovač částic. Místo budování bylo zvoleno ze dvou důvodů – kvůli vzdálenosti od Moskvy a přítomnosti vodní elektrárny ve Volžské přehradě. Vědeckým vedoucím byl Igor Kurčatov. Nejvyšším dohlížitelem nad projektem a stavbou města, silnice a železnice do Moskvy byl šéf NKVD Lavrentij Pavlovič Berija.
Oficiálně otevřeny byly město Dubna a Spojený ústav jaderných výzkumů v Dubně v roce 1956. Roku 1960 bylo k Dubně připojeno město Ivankovo, stojící na levém břehu Volhy.
Ve výzkumném ústavu bylo objeveno a prozkoumáno mnoho základních částic a těžkých prvků, kupříkladu název 105. prvku, dubnia, je odvozen z názvu města.

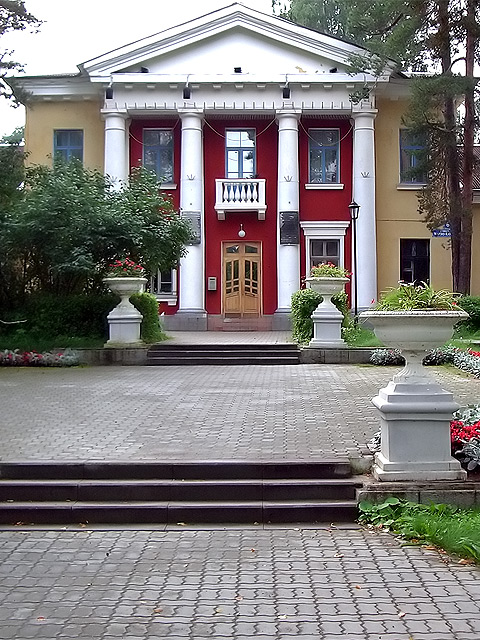
Dubna - Vědecký dům